# Torneo de Buenos Aires 2019
El Argentina Open 2019 fue un evento de tenis de la ATP World Tour 250 serie. Se disputó en Buenos Aires, Argentina en el Buenos Aires Lawn Tennis Club desde el 11 hasta el 17 de febrero de 2019.

## Distribución de puntos
| Modalidad            | Campeón | Finalista | Semifinales | Cuartos de final | 2ª ronda | 1ª ronda | Clasificados | 2ª ronda de clasificación | 1ª ronda de clasificación |
| Individual masculino | 250     | 165       | 100         | 50               | 25       | 0        | 13           | 7                         | 0                         |
| Dobles masculino     | 250     | 150       | 90          | 45               | 20       | 0        | -            | -                         | -                         |

## Sumario

### Día 1 (11 de febrero)
- Cabezas de serie eliminados:
  - Individual masculino:  Nicolás Jarry [6]
- Orden de juego

| Partidos en las canchas principales                      | Partidos en las canchas principales          | Partidos en las canchas principales          | Partidos en las canchas principales          |
| Partidos en el Court Central Guillermo Vilas             | Partidos en el Court Central Guillermo Vilas | Partidos en el Court Central Guillermo Vilas | Partidos en el Court Central Guillermo Vilas |
| Evento                                                   | Ganador                                      | Perdedor                                     | Resultado                                    |
| -------------------------------------------------------- | -------------------------------------------- | -------------------------------------------- | -------------------------------------------- |
| Individual masculino - Primera ronda                     | Lorenzo Sonego [Q]                           | Nicolás Jarry [6]                            | 6-7(7-3), 6-4, 6-3                           |
| Individual masculino - Primera ronda                     | Albert Ramos                                 | Rogério Dutra da Silva [Q]                   | 6-3, 6-4                                     |
| Individual masculino - Primera ronda                     | Maximilian Marterer                          | Facundo Bagnis [Q]                           | 6-4, 6-2                                     |
| Individual masculino - Primera ronda                     | Christian Garín                              | Félix Auger-Aliassime [WC]                   | 3-6, 7-5, 6-3                                |
| Partidos en el Estadio 2                                 |                                              |                                              |                                              |
| Evento                                                   | Ganador                                      | Perdedor                                     | Resultado                                    |
| Dobles masculino - Primera ronda                         | Marco Cecchinato Dušan Lajović               | Federico Delbonis [WC] Guillermo Durán [WC]  | 4-6, 6-3, [10-8]                             |
| Dobles masculino - Primera ronda                         | Roberto Carballés Malek Jaziri               | Sander Gillé [WC] Joran Vliegen [WC]         | 6-3, 7-6(7-4)                                |
| Dobles masculino - Primera ronda                         | Marcelo Demoliner [3] Frederik Nielsen [3]   | Marcelo Arévalo James Cerretani              | 6-3, 3-6, [10-5]                             |
| Fondo de color indica los partidos de la sesión nocturna |                                              |                                              |                                              |

### Día 2 (12 de febrero)
- Cabezas de serie eliminados: 
  - Individual masculino:  Dušan Lajović [7],  Malek Jaziri [8]
  - Dobles masculino:  Pablo Cuevas /  Marc López [2]
- Orden de juego

| Partidos en las canchas principales                      | Partidos en las canchas principales          | Partidos en las canchas principales          | Partidos en las canchas principales          |
| Partidos en el Court Central Guillermo Vilas             | Partidos en el Court Central Guillermo Vilas | Partidos en el Court Central Guillermo Vilas | Partidos en el Court Central Guillermo Vilas |
| Evento                                                   | Ganador                                      | Perdedor                                     | Resultado                                    |
| -------------------------------------------------------- | -------------------------------------------- | -------------------------------------------- | -------------------------------------------- |
| Individual masculino - Primera ronda                     | Leonardo Mayer                               | Dušan Lajović [7]                            | 6-3, 7-6(7-3)                                |
| Individual masculino - Primera ronda                     | Jaume Munar                                  | Federico Delbonis                            | 6-2, 2-6, 6-1                                |
| Individual masculino - Primera ronda                     | João Sousa [5]                               | Juan Ignacio Lóndero [SE]                    | 6-3, 6-4                                     |
| Individual masculino - Primera ronda                     | David Ferrer [WC]                            | Malek Jaziri [8]                             | 7-6(15-13), 6-3                              |
| Partidos en el Estadio 2                                 |                                              |                                              |                                              |
| Evento                                                   | Ganador                                      | Perdedor                                     | Resultado                                    |
| Individual masculino - Primera ronda                     | Pablo Cuevas                                 | Marcelo Arévalo [Q]                          | 6-2, 6-1                                     |
| Individual masculino - Primera ronda                     | Guido Pella                                  | Francisco Cerúndolo [WC]                     | 3-6, 6-4, 6-1                                |
| Dobles masculino - Primera ronda                         | Diego Schwartzman Dominic Thiem              | Pablo Cuevas [2] Marc López [2]              | 6-3, 7-5                                     |
| Dobles masculino - Primera ronda                         | Jaume Munar Albert Ramos                     | Aljaž Bedene David Marrero                   | 7-6(7-2), 3-6, [11-9]                        |
| Partidos en el Estadio 3                                 |                                              |                                              |                                              |
| Evento                                                   | Ganador                                      | Perdedor                                     | Resultado                                    |
| Individual masculino - Primera ronda                     | Roberto Carballés                            | Taro Daniel                                  | 6-1, 6-0                                     |
| Individual masculino - Primera ronda                     | Aljaž Bedene                                 | Guido Andreozzi                              | 1-6, 7-6(7-5), 6-2                           |
| Fondo de color indica los partidos de la sesión nocturna |                                              |                                              |                                              |

### Día 3 (13 de febrero)
- Cabezas de serie eliminados: 
  - Individual masculino:  Fabio Fognini [2]
- Orden de juego

| Partidos en las canchas principales                      | Partidos en las canchas principales          | Partidos en las canchas principales          | Partidos en las canchas principales          |
| Partidos en el Court Central Guillermo Vilas             | Partidos en el Court Central Guillermo Vilas | Partidos en el Court Central Guillermo Vilas | Partidos en el Court Central Guillermo Vilas |
| Evento                                                   | Ganador                                      | Perdedor                                     | Resultado                                    |
| -------------------------------------------------------- | -------------------------------------------- | -------------------------------------------- | -------------------------------------------- |
| Individual masculino - Segunda ronda                     | Roberto Carballés                            | Lorenzo Sonego [Q]                           | 7-5, 6-1                                     |
| Individual masculino - Segunda ronda                     | Guido Pella                                  | Leonardo Mayer                               | 4-6, 6-1, 7-6(7-5)                           |
| Individual masculino - Segunda ronda                     | Marco Cecchinato [3]                         | Christian Garín                              | 7-6(7-4), 6-4                                |
| Individual masculino - Segunda ronda                     | Jaume Munar                                  | Fabio Fognini [2]                            | 4-6, 6-4, 7-5                                |
| Partidos en el Estadio 2                                 |                                              |                                              |                                              |
| Evento                                                   | Ganador                                      | Perdedor                                     | Resultado                                    |
| Dobles masculino - Primera ronda                         | Andrés Molteni [4] Roman Jebavý [4]          | Taro Daniel Maximilian Marterer              | 6-4, 6-2                                     |
| Dobles masculino - Primera ronda                         | Máximo González [1] Horacio Zeballos [1]     | Nicholas Monroe Miguel Ángel Reyes Varela    | 7-6(10-8), 6-4                               |
| Dobles masculino - Cuartos de final                      | Diego Schwartzman Dominic Thiem              | Roberto Carballés Malek Jaziri               | 6-4, 6-1                                     |
| Dobles masculino - Primera ronda                         | Guido Andreozzi Guido Pella                  | Gerard Granollers João Sousa                 | 6-4, 6-3                                     |
| Fondo de color indica los partidos de la sesión nocturna |                                              |                                              |                                              |

### Día 4 (14 de febrero)
- Cabezas de serie eliminados: 
  - Individual masculino:  João Sousa [5]
  - Dobles masculino:  Marcelo Demoliner /  Frederik Nielsen [3],  Roman Jebavý /  Andrés Molteni [4]
- Orden de juego

| Partidos en las canchas principales                      | Partidos en las canchas principales          | Partidos en las canchas principales          | Partidos en las canchas principales          |
| Partidos en el Court Central Guillermo Vilas             | Partidos en el Court Central Guillermo Vilas | Partidos en el Court Central Guillermo Vilas | Partidos en el Court Central Guillermo Vilas |
| Evento                                                   | Ganador                                      | Perdedor                                     | Resultado                                    |
| -------------------------------------------------------- | -------------------------------------------- | -------------------------------------------- | -------------------------------------------- |
| Individual masculino - Segunda ronda                     | Pablo Cuevas                                 | João Sousa [5]                               | 6-4, 7-5                                     |
| Individual masculino - Segunda ronda                     | Albert Ramos                                 | David Ferrer [WC]                            | 3-6, 7-6(11-9), 6-3                          |
| Individual masculino - Segunda ronda                     | Dominic Thiem [1]                            | Maximilian Marterer                          | 6-4, 6-4                                     |
| Individual masculino - Segunda ronda                     | Diego Schwartzman [4]                        | Aljaž Bedene                                 | 6-4, 2-6, 6-2                                |
| Partidos en el Estadio 2                                 |                                              |                                              |                                              |
| Evento                                                   | Ganador                                      | Perdedor                                     | Resultado                                    |
| Dobles masculino - Cuartos de final                      | Marco Cecchinato Dušan Lajović               | Roman Jebavý [4] Andrés Molteni [4]          | 6-3, 5-7, [10-3]                             |
| Dobles masculino - Cuartos de final                      | Máximo González [1] Horacio Zeballos [1]     | Guido Andreozzi Guido Pella                  | 6-4, 7-6(7-3)                                |
| Dobles masculino - Cuartos de final                      | Jaume Munar Albert Ramos                     | Marcelo Demoliner [3] Frederik Nielsen [3]   | 2-6, 6-3, [10-5]                             |
| Fondo de color indica los partidos de la sesión nocturna |                                              |                                              |                                              |

### Día 5 (15 de febrero)
- Cabezas de serie eliminados: No hubo cabezas de serie eliminados en el día 5
- Orden de juego

| Partidos en las canchas principales                      | Partidos en las canchas principales          | Partidos en las canchas principales          | Partidos en las canchas principales          |
| Partidos en el Court Central Guillermo Vilas             | Partidos en el Court Central Guillermo Vilas | Partidos en el Court Central Guillermo Vilas | Partidos en el Court Central Guillermo Vilas |
| Evento                                                   | Ganador                                      | Perdedor                                     | Resultado                                    |
| -------------------------------------------------------- | -------------------------------------------- | -------------------------------------------- | -------------------------------------------- |
| Individual masculino - Cuartos de final                  | Marco Cecchinato [3]                         | Roberto Carballés                            | 7-6(7-3), 6-4                                |
| Individual masculino - Cuartos de final                  | Guido Pella                                  | Jaume Munar                                  | 6-7(7-3), 7-6(11-9), 6-1                     |
| Individual masculino - Cuartos de final                  | Dominic Thiem [1]                            | Pablo Cuevas                                 | 4-6, 6-4, 6-3                                |
| Individual masculino - Cuartos de final                  | Diego Schwartzman [4]                        | Albert Ramos                                 | 6-1, 7-5                                     |
| Partidos en el Estadio 2                                 |                                              |                                              |                                              |
| Evento                                                   | Ganador                                      | Perdedor                                     | Resultado                                    |
| Dobles masculino - Semifinales                           | Máximo González [1] Horacio Zeballos [1]     | Marco Cecchinato Dušan Lajović               | 6-1, 6-3                                     |
| Fondo de color indica los partidos de la sesión nocturna |                                              |                                              |                                              |

### Día 6 (16 de febrero)
- Cabezas de serie eliminados: 
  - Individual Masculino:  Dominic Thiem [1]
- Orden de juego

| Partidos en las canchas principales          | Partidos en las canchas principales          | Partidos en las canchas principales          | Partidos en las canchas principales          |
| Partidos en el Court Central Guillermo Vilas | Partidos en el Court Central Guillermo Vilas | Partidos en el Court Central Guillermo Vilas | Partidos en el Court Central Guillermo Vilas |
| Evento                                       | Ganador                                      | Perdedor                                     | Resultado                                    |
| -------------------------------------------- | -------------------------------------------- | -------------------------------------------- | -------------------------------------------- |
| Individual masculino - Semifinales           | Marco Cecchinato [3]                         | Guido Pella                                  | 6-4, 6-2                                     |
| Individual masculino - Semifinales           | Diego Schwartzman [4]                        | Dominic Thiem [1]                            | 2-6, 6-4, 7-6(7-5)                           |
| Dobles masculino - Semifinales               | Diego Schwartzman Dominic Thiem              | Jaume Munar Albert Ramos                     | 6-4, 3-6, [10-6]                             |

### Día 7 (17 de febrero)
- Cabezas de serie eliminados: 
  - Individual Masculino:  Diego Schwartzman [4]
- Orden de juego

| Partidos en las canchas principales          | Partidos en las canchas principales          | Partidos en las canchas principales          | Partidos en las canchas principales          |
| Partidos en el Court Central Guillermo Vilas | Partidos en el Court Central Guillermo Vilas | Partidos en el Court Central Guillermo Vilas | Partidos en el Court Central Guillermo Vilas |
| Evento                                       | Ganador                                      | Perdedor                                     | Resultado                                    |
| -------------------------------------------- | -------------------------------------------- | -------------------------------------------- | -------------------------------------------- |
| Individual masculino - Final                 | Marco Cecchinato [3]                         | Diego Schwartzman [4]                        | 6-1, 6-2                                     |
| Dobles masculino - Final                     | Máximo González [1] Horacio Zeballos [1]     | Diego Schwartzman Dominic Thiem              | 6-1, 6-1                                     |

## Cabezas de serie

### Individuales masculino
| Tenista           | Ranking | Preclasificado |
| Dominic Thiem     | 8       | 1              |
| Fabio Fognini     | 15      | 2              |
| Marco Cecchinato  | 19      | 3              |
| Diego Schwartzman | 20      | 4              |
| João Sousa        | 39      | 5              |
| Nicolás Jarry     | 41      | 6              |
| Dušan Lajović     | 42      | 7              |
| Malek Jaziri      | 43      | 8              |

- Ranking del 4 de febrero de 2019.[2]

### Dobles masculino
| Tenista                            | Ranking | Preclasificado |
| Máximo González Horacio Zeballos   | 64      | 1              |
| Pablo Cuevas Marc López            | 80      | 2              |
| Marcelo Demoliner Frederik Nielsen | 109     | 3              |
| Roman Jebavý Andrés Molteni        | 109     | 4              |

## Campeones

### Individual masculino
Marco Cecchinato venció a  Diego Schwartzman por 6-1, 6-2

### Dobles masculino
Máximo González /  Horacio Zeballos vencieron a  Diego Schwartzman /  Dominic Thiem por 6-1, 6-1 